# Haisurivier
De Haisurivier (Haisujoki) is een rivier in de Zweedse provincie Norrbottens län. De rivier is een typische afwateringsrivier van een moeras; zij ontstaat als steeds meer beekjes zich samenvoegen totdat uiteindelijk een duidelijke watergang ontstaat. De Haisurivier stroomt vanuit een moeras naar het Kuurajärvi, dat afwatert via de Kuurarivier, Armasrivier en uiteindelijke de Torne. De rivier is ongeveer 15 kilometer lang.